# La Légende de Ninmah
La Légende de Ninmah est un roman écrit par Armand Herscovici, paru pour la première fois en 2004. C'est le premier tome de la série Mesopotamia.

## Résumé
L’intrigue de « La légende de Ninmah », se déroule à la fin de la préhistoire, vers 7000 av. J.-C. Le roman raconte la révolution néolithique caractérisée par la naissance de l’agriculture et de l’élevage, où on assiste à la disparition des dernières grottes habitées et à l’apparition des premiers villages. Des commerçants ambulants commencent à diffuser cette culture à différents peuples. La vie de l’héroïne, Ninmah entraîne le lecteur, à travers cette époque pleine d’effervescence.

Après le massacre du Peuple de la Grotte, avec lequel elle a passé son enfance et acquis de solides connaissances de guérisseuse en utilisant tout un savoir ancestral sur les plantes médicinales, Ninmah est enlevée par une caravane de marchands. Elle sillonnera tout le pays, et à la suite de nombreuses péripéties deviendra Prêtresse de Bouqras, la plus importante agglomération de l’époque. Puis, l’histoire basculant dans une dimension fantastique, elle partira à la conquête du Grand Œuf d’Obsidienne, la pierre noire et magique.